# King Arthur
King Arthur är en amerikansk historisk actionäventyrsfilm från 2004, löst baserad på myten om kung Artur.

## Handling
En liten trupp riddare som leds av Arthur har slagits för romarna i femton år och ska nu befrias från sitt uppdrag för dem. Ett uppdrag återstår dock; de ska ta sig bakom saxarnas linjer och rädda en romersk familj som hotas av pikterna med ett mystiskt förflutet. Det blir deras farligaste och svåraste uppdrag och frågan är om de överlever alls. När de hämtar familjen hittar de en av pikterna i fängelsehålorna. Pikten heter Guinevere och följer med Arthur när de krigar mot saxarna.

## Om filmen
King Arthur är regisserad av Antoine Fuqua. Fäktningsexperten Mark Ryan hjälpte skådespelarna som medverkade i filmen att träna svärdkonst.

## Språk
Filmens huvudspråk är engelska - men de "pikter" som är med i filmen talar i själva verket inte piktiska utan skotsk gaeliska.

## Citat
- Rule your faith.
- Rule your destiny
- The untold true story that inspired the legend.

## Rollista (i urval)
| Clive Owen          | – Arthur Castus          |
| Keira Knightley     | – Guinevere              |
| Ioan Gruffudd       | – Lancelot               |
| Stephen Dillane     | – Merlin                 |
| Stellan Skarsgård   | – Cerdic                 |
| Ray Winstone        | – Bors                   |
| Hugh Dancy          | – Galahad                |
| Til Schweiger       | – Cynric, Cerdics son    |
| Mads Mikkelsen      | – Tristan                |
| Ray Stevenson       | – Dagonet                |
| Ken Stott           | – Marius Honorius        |
| Charlie Creed-Miles | – Ganis                  |
| Joel Edgerton       | – Gawain                 |
| Sean Gilder         | – Jols                   |
| Ivano Marescotti    | – Biskop Naius Germanius |
| Graham McTavish     | – Romersk officer        |